# Сигеев, Кирилл Романович
Кири́лл Рома́нович Сиге́ев (укр. Кирило Романович Сігєєв; род. 16 мая 2004, Горловка, Донецкая область) — украинский футболист, полузащитник донецкого «Шахтёра» и молодежной сборной Украины. Выступает на правах аренды за клуб «Татран».

## Клубная карьера
Родился в Горловке, Донецкая область. Воспитанник академии «Шахтёра». Весной 2021 переведен в юношескую команду «горняков». 14 сентября 2021 года попал в заявку «Шахтёра» на Юношескую лигу УЕФА. В турнире дебютировал 15 сентября 2021 в победном (5:0) выездном поединке 1-го тура группового этапа против сверстников из «Шерифа». Кирилл вышел на поле в стартовом составе и отыграл весь матч, а на 56-й минуте отличился голом в ворота тираспольского клуба. Всего в сезоне 2021/22 годов провел 6 поединков в Юношеской лиге УЕФА, в которых отличился 2-мя голами. Из-за полномасштабного вторжения России на территорию Украины большинство легионеров «горняков» покинули расположение клуба, поэтому тренерский штаб вынужден был обратить внимание на игроков юношеской команды. За первую команду «Шахтера» дебютировал 19 апреля 2022 в проигранном (0:1) товарищеском поединком против «Фенербахче». Сигеев вышел на поле на 63-й минуте, заменив Андрея Борячука. Однако закрепиться в первой команде юному полузащитнику так и не удалось. В первой части сезона 2022/23 годов снова защищал цвета юношеской команды «горняков». Играл также в Юношеской лиге УЕФА, где провел 6 поединков на групповом этапе и отличился 1-м голом.
В начале марта 2023 вместе с Романом Савченко отправился в аренду в «Александрию», которая рассчитана до 30 июня 2024. В футболке «горожан» дебютировал 4 марта 2023 в ничейном (2:2) домашнем поединке 16-го тура Премьер-лиги Украины против «Днепра-1». Кирилл вышел на поле на 82-й минуте, заменив Сергея Рыбалку.

## Карьера в сборной
21 ноября 2022 года получил свой первый вызов в молодежную сборную Украины, в футболке которой дебютировал в тот же день в ничейном (1:1) выездном товарищеском матче против молодежной сборной Грузии. Сигеев вышел на поле в стартовом составе, а на 66-й минуте его заменил Максим Кучерявый.
В середине марта 2023 вызван в лагерь юношеской сборной Украины. В футболке команды U-19 дебютировал 22 марта 2023 в проигранном (1:2) поединке 1-го тура элит-раунда квалификации к юношескому чемпионату Европы против Лихтенштейна.

## Достижения
Сборная Украины
- Победитель турнира в Тулоне: 2024